# Liste der National Historic Landmarks in Virginia
Die Liste der National Historic Landmarks in Virginia enthält Objekte und Stätten im US-amerikanischen Bundesstaat Virginia, die vom National Register of Historic Places zur National Historic Landmark erklärt wurden.
In Virginia gibt es momentan 120 National Historic Landmarks (NHLs), weiterhin 13 sogenannte Historic Sites, welche zu den National Historical Parks zählen.

## Liste der NHLs in Virginia
1. Alexandria Historic District, Alexandria, Altstadt
2. Aquia Church, Garrisonville (Virginia), Kirche
3. Bacon’s Castle, Surry County (Virginia), Burg
4. Ball’s Bluff Battlefield and National Cemetery, Leesburg (Virginia), Schauplatz während des Sezessionskrieges
5. Benjamin Banneker, SW-9 Intermediate Boundary Stone, Arlington County, Grenzstein
6. Barracks, Virginia Military Institute, Lexington (Virginia), historisches Gebäude auf dem Gelände des Virginia Military Institute
7. Berkeley Plantation, Charles City (Virginia), Plantage
8. Berry Hill Plantation, South Boston (Virginia)
9. Lower Brandon Plantation, Burrowsville (Virginia)
10. Bremo Historic District, Bremo Bluff, Plantage, deren Gebäude wahrscheinlich von Thomas Jefferson entworfen wurde
11. Bruton Parish Church, Williamsburg (Virginia), Kirche
12. Camden, Port Royal (Virginia), Villa
13. Camp Hoover, Madison County (Virginia), Camp des ehemaligen Präsidenten Herbert C. Hoover
14. Cape Henry Lighthouse, Virginia Beach, Leuchtturm
15. Carter’s Grove, Williamsburg (Virginia), ehemalige Plantage
16. Cedar Creek Battlefield and Belle Grove Plantation, Middletown (Virginia) u. Strasburg (Virginia), Schauplatz während des Sezessionskrieges
17. Christ Church Irvington, Irvington (Virginia), Kirche
18. Christ Church Alexandria, Alexandria (Virginia), Kirche
19. Confederate Capitol, Richmond (Virginia), ehemaliges Regierungsgebäude
20. Charles Richard Drew House, Arlington County, Heim von Charles R. Drew
21. Drydock Number One, Norfolk Naval Shipyard, Portsmouth (Virginia), Dock (Schifffahrt)
22. Egyptian Building, Richmond (Virginia), historisches Gebäude der Virginia Commonwealth University
23. Eight-Foot High Speed Tunnel, Hampton (Virginia), NASA Windkanal
24. Elsing Green, Tunstall (Virginia), Plantagen-Gebäude
25. Exchange Building, Petersburg (Virginia), Gebäude
26. Ferry Farm, Fredericksburg (Virginia), Anwesen auf dem George Washington aufwuchs
27. Five Forks Battlefield, Petersburg (Virginia), Schauplatz der Schlacht am Five Forks, Amerikanischer Bürgerkrieg
28. Gerald R. Ford, Jr., House, Alexandria (Virginia), Heim des ehemaligen Präsidenten Gerald Ford
29. Fort Monroe, Hampton (Virginia), Küstenfort, Schauplatz während des Sezessionskrieges
30. Fort Myer, Arlington County, ehemaliges Fort am Nationalfriedhof Arlington
31. Franklin and Armfield Office, Alexandria (Virginia), Gebäude des größten Sklaven-Handels-Unternehmens in der Zeit vor dem Amerikanischen Bürgerkrieg
32. Full Scale 30- by 60-Foot Tunnel, Hampton (Virginia), Windkanal Langley Research Center
33. Gadsby’s Tavern, Alexandria (Virginia), historisches Gebäude
34. Ellen Glasgow House, Richmond (Virginia), Heim der Schriftstellerin Ellen Anderson Gholson Glasgow
35. Carter Glass House, Lynchburg (Virginia), Heim des Politikers Carter Glass
36. Green Springs Historic District, Louisa County (Virginia), Landgut
37. Greenway Court, Clarke County (Virginia), historischer Gebäudekomplex und Jagdhaus, Arbeitsstelle des jungen George Washington
38. Gunston Hall, Lorton Fairfax County, Heim des Vaters der Bill of Rights George Mason
39. Hampton Institute, Hampton (Virginia), Hampton University
40. Hanover County Courthouse, Hanover County, historisches Courthouse, erbaut 1735
41. The Homestead, Hot Springs Bath County (Virginia), historischer Gebäudekomplex, heute u. a. Golf-Anlage
42. Jackson Ward Historic District, Richmond (Virginia), Altstadt mit historischem afroamerikanischem Hintergrund
43. Stonewall Jackson Headquarters, Winchester (Virginia), zeitw. Sitz von Major Thomas Jonathan Jackson, heute Museum
44. Kenmore Plantation, Fredericksburg (Virginia), historisches Anwesen, Heim von Colonel Fielding Lewis (Amerikanischer Bürgerkrieg)
45. Lee Chapel, Lexington (Virginia), Kapelle auf dem Campus der Washington and Lee University
46. Lightship No. 101, Portsmouth (Virginia), Feuerschiff
47. Lunar Landing Research Facility, Hampton (Virginia), Lunar Landing Research Facility
48. Main Street Station and Trainshed, Richmond (Virginia), historisches Bahnhofsgebäude
49. Marlbourne, Richmond (Virginia), ehemalige Plantage von Edmund Ruffin
50. Gen. George C. Marshall House, Leesburg (Virginia), letztes Heim von General George C. Marshall
51. John Marshall House, Richmond (Virginia), Heim von Außenminister und Richter John Marshall
52. Cyrus McCormick Farm and Workshop, Rockbridge County, Farm des Erfinders Cyrus McCormick
53. Gari Melchers Home, Falmouth Stafford County (Virginia), Residenz und Atelier des Malers Gari Melchers
54. Menokin, Warsaw Richmond County (Virginia), Heim von Francis Lightfoot Lee (Unterzeichner der Unabhängigkeitserklärung)
55. Gen. William Mitchell House, Middleburg (Virginia), Heim von General Billy Mitchell
56. James Monroe Law Office, Fredericksburg (Virginia), einstiges Büro des ehemaligen US-Präsidenten James Monroe
57. James Monroe Tomb, Richmond (Virginia), Grabmal des ehemaligen US-Präsidenten James Monroe
58. Montpelier – James Madison House, Orange County (Virginia), ehemalige Plantage und Landgut des ehemaligen US-Präsidenten James Madison
59. Monument Avenue Historic District, Richmond County (Virginia), Avenue in Richmond mit zahlreichen Denkmälern
60. Maggie Lena Walker House, Richmond (Virginia), Heim von Maggie Walker, der ersten Frau die eine Bank gründete
61. Landsitz Mount Vernon, Fairfax County, Landsitz George Washingtons
62. Monticello (Virginia), Albemarle County, Landgut Thomas Jeffersons
63. Natural Bridge (Virginia), Rockbridge County, Teil des Shenandoah-Nationalparks
64. Oatlands – Leesburg
65. Oatlands Historic District – Leesburg
66. Pear Valley, Eastville, 1740 erbautes Haus
67. Pentagon, Arlington County
68. Savannah, erstes Handelsschiff mit Nuklearantrieb
69. Skyline Drive, Touristenstraße durch den Shenandoah-Nationalpark
70. St. John’s Episcopal Church, Richmond (Virginia), historische Kirche, bedeutender Schauplatz während des Amerikanischen Unabhängigkeitskrieges
71. Stratford Hall Plantage, Westmoreland County (Virginia), Geburtsort von Robert Edward Lee
72. Virginia Military Institute, Lexington (Virginia)

## Bilder (Auswahl)

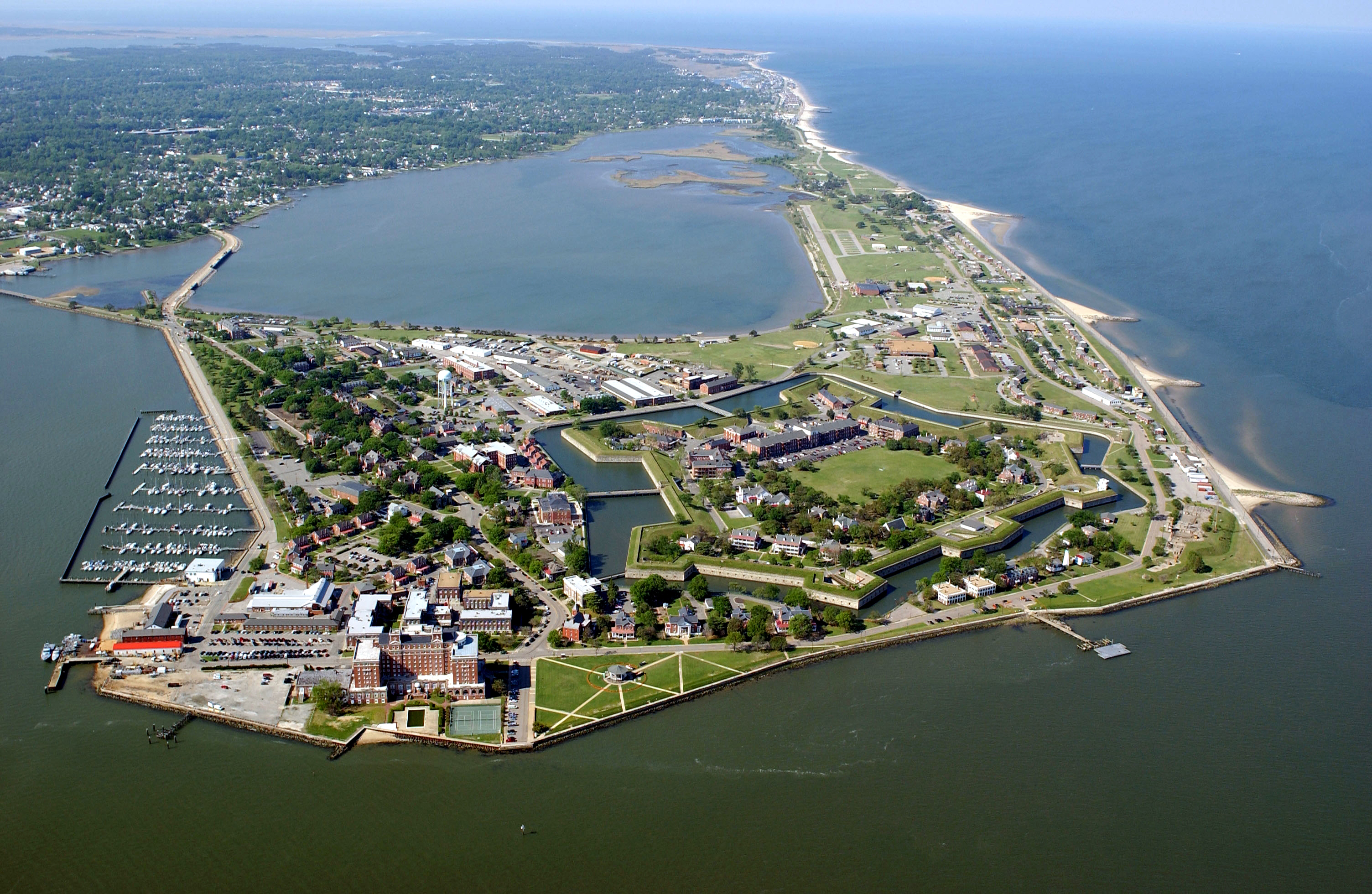
Fort Monroe, Luftaufnahme 2004
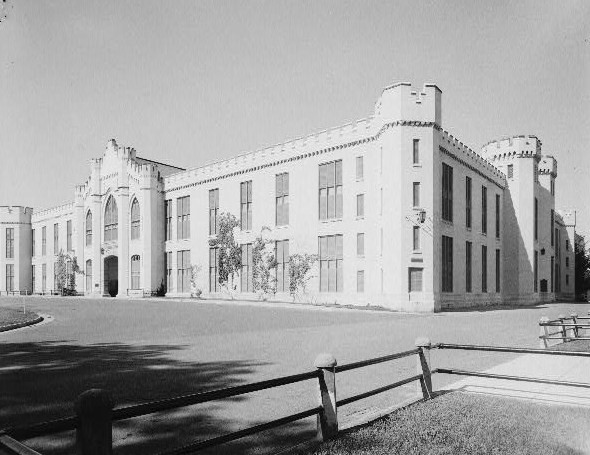
Barracks, Virginia Military Institute
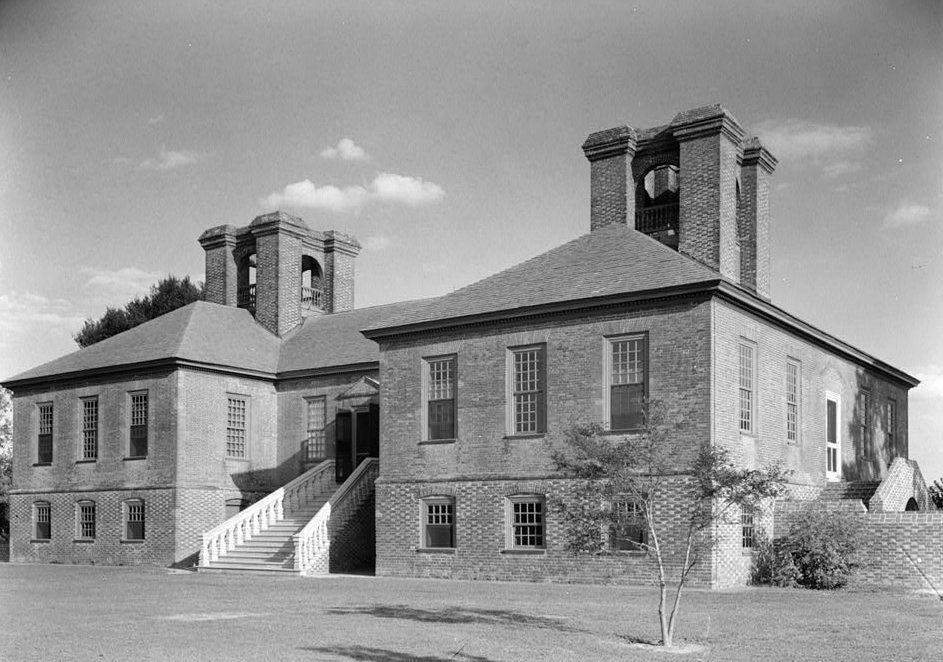
Stratford Hall Plantage

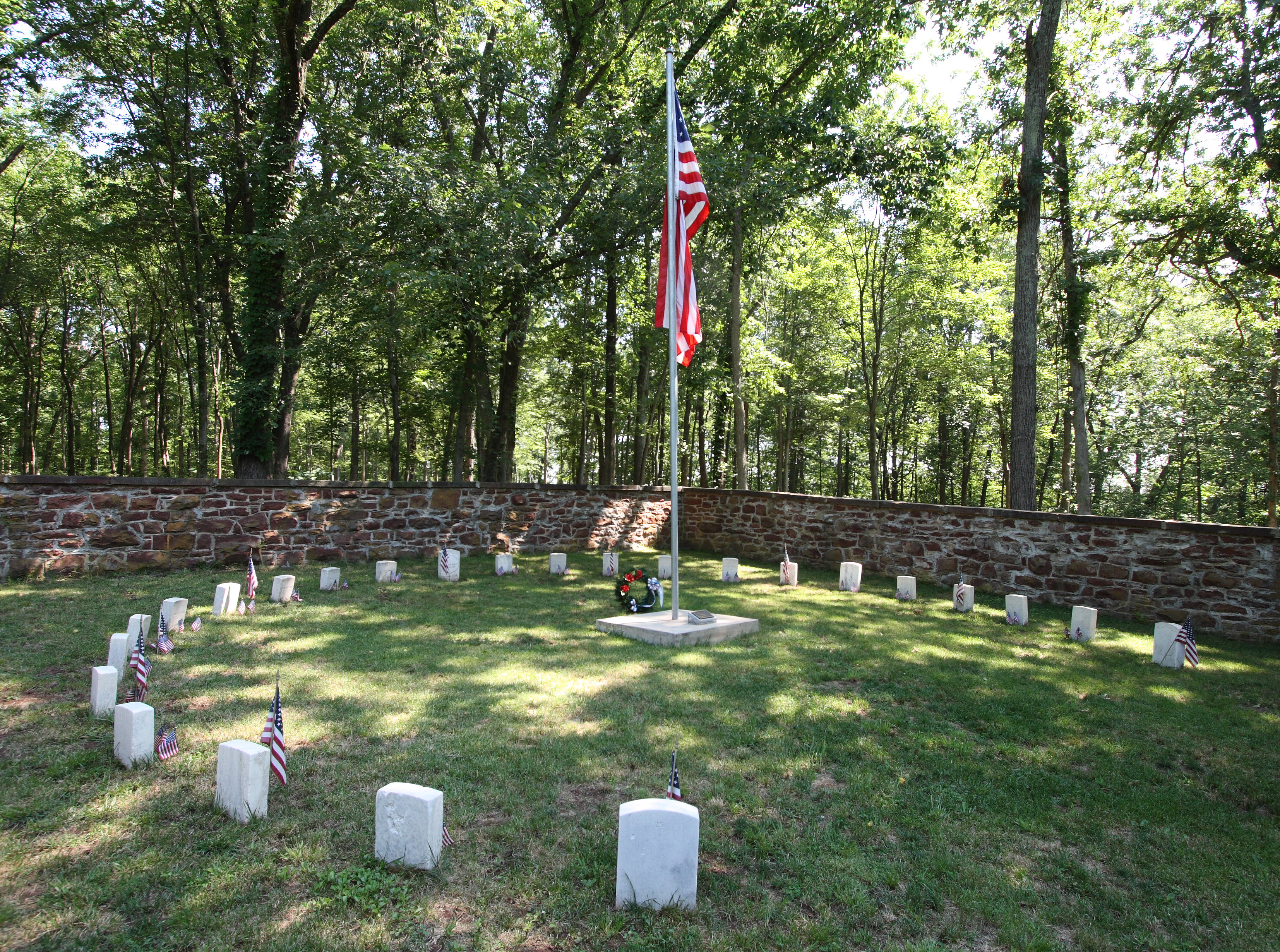
Ball’s Bluff Battlefield and National Cemetery
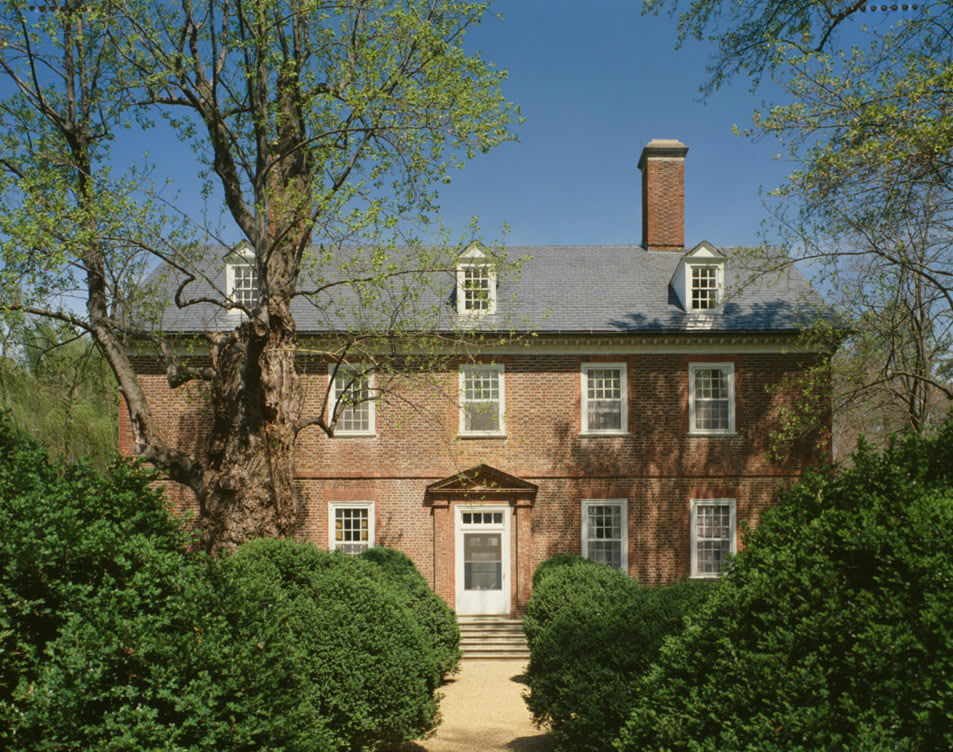
Berkeley Plantation
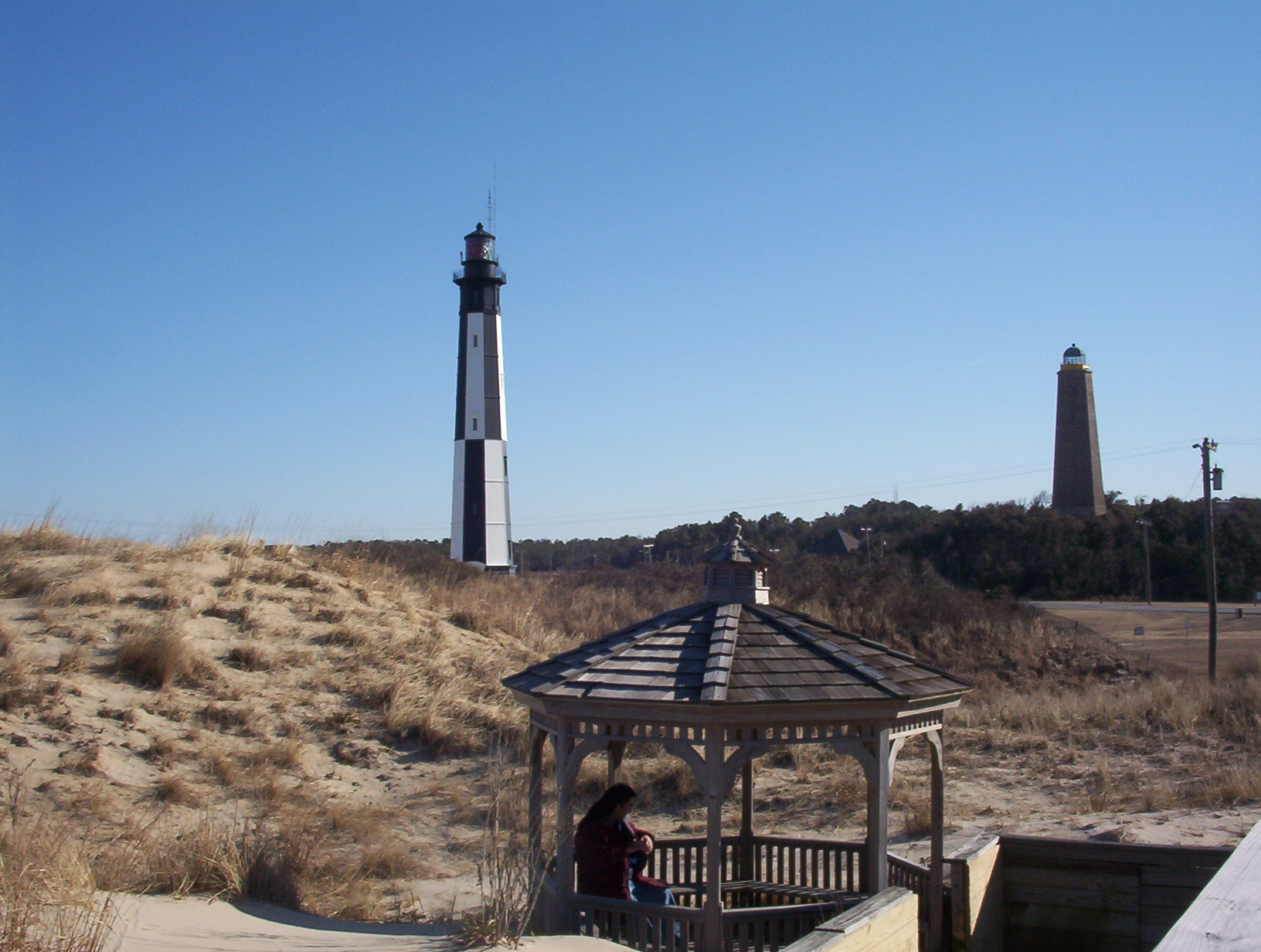
Cape Henry Lighthouse
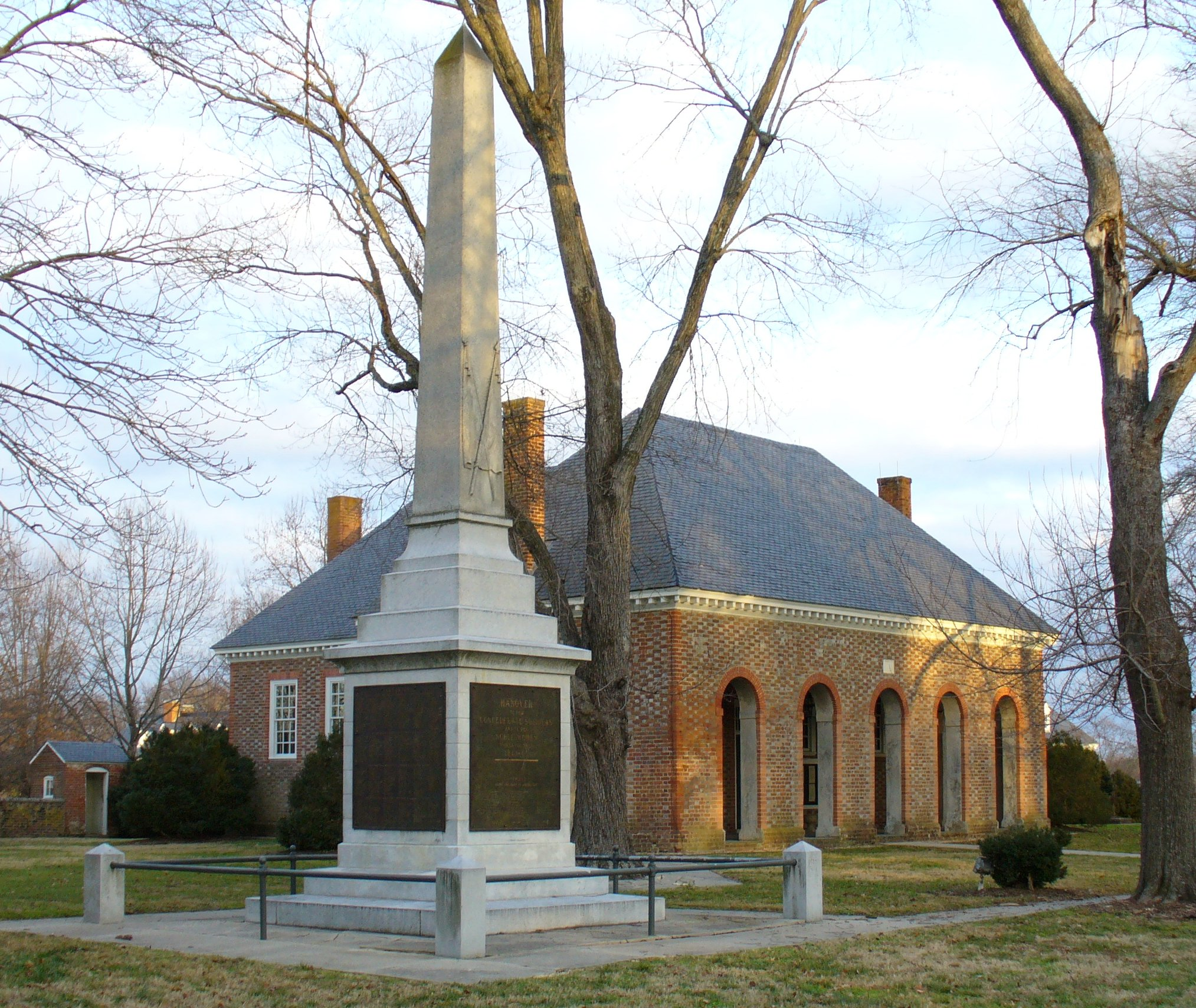
Hanover County Courthouse